# Allée funéraire de Cabeil
L'Allée funéraire de Cabeil, appelée aussi Allée couverte de Choisy, est située sur la commune de Pompiey dans le département français de Lot-et-Garonne.
L'édifice est classé au titre des monuments historiques depuis 1969.

## Description du site
L'allée est orientée selon un axe nord-ouest/sud-est. C'est une longue allée, de type girondin, de 17 m de long dont la largeur oscille entre 0,90 m et 1,30 m. Elle est délimitée par respectivement quinze et treize orthostates de part et d'autre du couloir central. La dalle de chevet a disparu. Le sol était recouvert d'un dallage constitué de grandes pierres. Depuis 1990, des travaux de protection ont conduit à couler une dalle de béton à l'intérieur de l'édifice.
Le tumulus est complètement arasé.
Marc Desvignes mentionne avoir localisé une deuxième allée funéraire ruinée à proximité.

## Mobilier archéologique
En 1885, Faugère-Dubourg et Morlan-Descudé y entreprirent des fouilles et mirent au jour un grand nombre d’ossements humains, une grande lame de silex, un grand coquillage marin et des tessons de céramique dont un fragment de vase de style campaniforme. Ces objets, longtemps conservés dans les collections du Château de Nérac, semblent être désormais perdus.